# Helina xinjiangensis
Helina xinjiangensis este o specie de muște din genul Helina, familia Muscidae, descrisă de Xue în anul 2001.
Este endemică în Xinjiang. Conform Catalogue of Life specia Helina xinjiangensis nu are subspecii cunoscute.